# Горія Текеу
Горія Текеу (рум. Horia Tecău, 19 січня 1985) — колишній румунський тенісист, який спеціалізувався в парній грі, олімпійський медаліст.
Текеу здобув перемогу в місті на Відкритому чемпіонаті Австралії 2012 разом із американською тенісисткою Бетані Маттек-Сендз.
На Вімблдонському турнірі 2015 Текеу виграв парні змагання разом із Жаном-Жульєном Роєром із Нідерландів. Через два роки вони виграли Відкритий чемпіонат США.  
Разом із Флоріном Мерджа Текеу виборов срібну медаль Олімпіади 2016 року в Ріо-де-Жанейро. У фіналі румунська пара поступилася іспанській парі Марк Лопес/Рафаель Надаль.
Завершив кар'єру 2022 року.

## Важливі фінали

### Фінали турнірів Великого шолома

#### Парний розряд: 5 (2–3)
| Результат | Рік  | Турнір                           | Покриття | Партнер          | Суперники                          | Рахунок                           |
| --------- | ---- | -------------------------------- | -------- | ---------------- | ---------------------------------- | --------------------------------- |
| Поразка   | 2010 | Вімблдонський турнір             | Трава    | Роберт Ліндстедт | Юрген Мельцер Філіпп Пецшнер       | 1–6, 5–7, 5–7                     |
| Поразка   | 2011 | Wimbledon                        | Трава    | Роберт Ліндстедт | Боб Браян Майк Браян               | 3–6, 4–6, 6–7(2–7)                |
| Поразка   | 2012 | Wimbledon                        | Трава    | Роберт Ліндстедт | Джонатан Маррей Фредерік Нільсен   | 6–4, 4–6, 6–7(5–7), 7–6(7–5), 3–6 |
| Перемога  | 2015 | Wimbledon                        | Трава    | Жан-Жульєн Роєр  | Джеймі Маррей Джон Пірс (тенісист) | 7–6(7–5), 6–4, 6–4                |
| Перемога  | 2017 | Відкритий чемпіонат США з тенісу | Тверде   | Жан-Жульєн Роєр  | Фелісіано Лопес Марк Лопес Таррес  | 6–4, 6–3                          |

#### Мікст: 3 (1–2)
| Результат | Рік  | Турнір                                 | Покриття | Партнер             | Суперники                            | Рахунок          |
| --------- | ---- | -------------------------------------- | -------- | ------------------- | ------------------------------------ | ---------------- |
| Перемога  | 2012 | Відкритий чемпіонат Австралії з тенісу | Тверде   | Бетані Маттек-Сендс | Олена Весніна Леандер Паес           | 6–3, 5–7, [10–3] |
| Поразка   | 2014 | Відкритий чемпіонат Австралії          | Тверде   | Саня Мірза          | Крістіна Младенович Деніел Нестор    | 3–6, 2–6         |
| Поразка   | 2016 | Відкритий чемпіонат Австралії          | Тверде   | Коко Вандевей       | Весніна Олена Сергіївна Бруно Соарес | 4–6, 6–4, [5–10] |

### Чемпіонати закінчення сезону

#### Парний розряд: 1 (1 перемога)
| Результат | Рік  | Турнір            | Покриття   | Партнер         | Суперники                   | Рахунок  |
| --------- | ---- | ----------------- | ---------- | --------------- | --------------------------- | -------- |
| Перемога  | 2015 | Фінал ATP, Лондон | Тверде (i) | Жан-Жульєн Роєр | Роган Бопанна Флорін Мерджа | 6–4, 6–3 |

### Фінали Мастерс 1000

#### Парний розряд: 6 (3–3)
| Результат | Рік  | Турнір             | Покриття   | Партнер          | Суперники                             | Рахунок                    |
| --------- | ---- | ------------------ | ---------- | ---------------- | ------------------------------------- | -------------------------- |
| Поразка   | 2012 | Мастерс Мадрид     | Ґрунт      | Роберт Ліндстедт | Маріуш Фирстенберг Марцин Матковський | 3–6, 4–6                   |
| Перемога  | 2012 | Мастерс Цинциннаті | Тверде     | Роберт Ліндстедт | Магеш Бгупаті Роган Бопанна           | 6–4, 6–4                   |
| Перемога  | 2016 | Madrid Open        | Ґрунт      | Жан-Жульєн Роєр  | Роган Бопанна Флорін Мерджа           | 6–4, 7–6 7–5               |
| Поразка   | 2016 | Мастерс Цинциннаті | Тверде     | Жан-Жульєн Роєр  | Іван Додіг Марсело Мело               | 6–7(5–7), 7–6(7–5), [6–10] |
| Поразка   | 2018 | Мастерс Париж      | Тверде (i) | Жан-Жульєн Роєр  | Марсель Гранольєрс Ражів Рам          | 4–6, 4–6                   |
| Перемога  | 2019 | Madrid Open        | Ґрунт      | Жан-Жульєн Роєр  | Дієго Шварцман Домінік Тім            | 6–2, 6–3                   |

### Матчі за олімпійські нагороди

#### Парний розряд: 1 (срібна медаль)
| Результат | Рік  | Турнір                                      | Покриття | Партнер       | Суперники                        | Рахунок       |
| --------- | ---- | ------------------------------------------- | -------- | ------------- | -------------------------------- | ------------- |
| Срібло    | 2016 | Літні Олімпійські ігри 2016, Ріо де Жанейро | Тверде   | Флорін Мерджа | Марк Лопес Таррес Рафаель Надаль | 2–6, 6–3, 4–6 |

## Фінали турнірів ATP за кар'єру

### Парний розряд: 62 (38–24)
| Легенда                                     |
| ------------------------------------------- |
| Турніри Великого шолома (2–3)               |
| Фінали Світового туру ATP (1–0)             |
| Серія Мастерс 1000 Світового Туру ATP (3–3) |
| Олімпійські Ігри (0–1)                      |
| Серія 500 Світового туру ATP (10–9)         |
| Серія 250 Світового туру ATP (22–8)         |

| Фінали за покриттям |
| ------------------- |
| Тверде (18–14)      |
| Ґрунт (14–6)        |
| Трава (6–4)         |

| Фінали за типом корту |
| --------------------- |
| Відкритий (32–19)     |
| Закритий (6–5)        |

| Результат | В-П   | Дата     | Турнір                                             | Рівень           | Покриття   | Партнер          | Суперники                             | Рахунок                           |
| --------- | ----- | -------- | -------------------------------------------------- | ---------------- | ---------- | ---------------- | ------------------------------------- | --------------------------------- |
| Поразка   | 0–1   | Тра 2009 | Austrian Open Kitzbühel                            | Серія 250        | Ґрунт      | Андрей Павел     | Марсело Мело Андре Са                 | 7–6(11–9), 2–6, [7–10]            |
| Поразка   | 0–2   | Лип 2009 | Stuttgart Open, Німеччина                          | Серія 250        | Ґрунт      | Віктор Генеску   | Франтішек Чермак Міхал Мертиняк       | 5–7, 4–6                          |
| Перемога  | 1–2   | Січ 2010 | ATP Auckland Open, Нова Зеландія                   | Серія 250        | Тверде     | Маркус Даніелл   | Марсело Мело Бруно Соарес             | 7–5, 6–4                          |
| Перемога  | 2–2   | Кві 2010 | Grand Prix Hassan II, Марокко                      | Серія 250        | Ґрунт      | Роберт Ліндстедт | Роган Бопанна Айсам-уль-Хак Куреші    | 6–2, 3–6, [10–7]                  |
| Перемога  | 3–2   | Чер 2010 | Rosmalen Grass Court Championships, Нідерланди     | Серія 250        | Трава      | Роберт Ліндстедт | Лукаш Длоуги Леандер Паес             | 1–6, 7–5, [10–7]                  |
| Поразка   | 3–3   | Лип 2010 | Вімблдонський турнір, Велика Британія              | Великий Шлем     | Трава      | Роберт Ліндстедт | Юрген Мельцер Філіпп Пецшнер          | 1–6, 5–7, 5–7                     |
| Перемога  | 4–3   | Лип 2010 | Swedish Open, Швеція                               | Серія 250        | Ґрунт      | Роберт Ліндстедт | Андреас Сеппі Сімоне Ваньйоцці        | 6–4, 7–5                          |
| Перемога  | 5–3   | Сер 2010 | Connecticut Open, США                              | Серія 250        | Тверде     | Роберт Ліндстедт | Роган Бопанна Айсам-уль-Хак Куреші    | 6–4, 7–5                          |
| Поразка   | 5–4   | Січ 2011 | Brisbane International, Австралія                  | Серія 250        | Тверде     | Роберт Ліндстедт | Лукаш Длоуги Пол Генлі                | 4–6, ret.                         |
| Перемога  | 6–4   | Лют 2011 | Zagreb Indoors, Хорватія                           | Серія 250        | Тверде (i) | Дік Норман       | Марсель Гранольєрс Марк Лопес Таррес  | 6–3, 6–4                          |
| Перемога  | 7–4   | Лют 2011 | Abierto Mexicano TELCEL, Мексика                   | Серія 500        | Ґрунт      | Віктор Генеску   | Марсело Мело Бруно Соарес             | 6–1, 6–3                          |
| Перемога  | 8–4   | Кві 2011 | Гран-прі Хассана II, Марокко (2)                   | Серія 250        | Ґрунт      | Роберт Ліндстедт | Колін Флемінг Ігор Зеленай            | 6–2, 6–1                          |
| Поразка   | 8–5   | Чер 2011 | Rosmalen Grass Court Championships, Нідерланди     | Серія 250        | Трава      | Роберт Ліндстедт | Даніеле Браччалі Франтішек Чермак     | 3–6, 6–2, [8–10]                  |
| Поразка   | 8–6   | Лип 2011 | Wimbledon, Велика Британія (2)                     | Великий Шлем     | Трава      | Роберт Ліндстедт | Боб Браян Майк Браян                  | 3–6, 4–6, 6–7(3–7)                |
| Перемога  | 9–6   | Лип 2011 | Swedish Open, Швеція (2)                           | Серія 250        | Ґрунт      | Роберт Ліндстедт | Сімон Аспелін Андреас Сільєстрем      | 6–3, 6–3                          |
| Поразка   | 9–7   | Сер 2011 | Washington Open, США                               | Серія 500        | Тверде     | Роберт Ліндстедт | Мікаель Льодра Ненад Зімоньїч         | 7–6(7–3), 6–7(6–8), [7–10]        |
| Поразка   | 9–8   | Жов 2011 | China Open, КНР                                    | Серія 500        | Тверде     | Роберт Ліндстедт | Мікаель Льодра Ненад Зімоньїч         | 6–7(2–7), 6–7(4–7)                |
| Поразка   | 9–9   | Лют 2012 | Rotterdam Open, Нідерланди                         | Серія 500        | Тверде (i) | Роберт Ліндстедт | Мікаель Льодра Ненад Зімоньїч         | 6–4, 5–7, [14–16]                 |
| Перемога  | 10–9  | Кві 2012 | Romanian Open, Румунія                             | Серія 250        | Ґрунт      | Роберт Ліндстедт | Жеремі Шарді Лукаш Кубот              | 7–6(7–2), 6–3                     |
| Поразка   | 10–10 | Тра 2012 | Мастерс Мадрид, Іспанія                            | Мастерс 1000     | Ґрунт      | Роберт Ліндстедт | Маріуш Фирстенберг Марцин Матковський | 3–6, 4–6                          |
| Перемога  | 11–10 | Чер 2012 | Rosmalen Grass Court Championships, Нідерланди (2) | Серія 250        | Трава      | Роберт Ліндстедт | Хуан Себастьян Кабаль Дмитро Турсунов | 6–3, 7–6(7–1)                     |
| Поразка   | 11–11 | Лип 2012 | Wimbledon, Велика Британія (3)                     | Великий Шлем     | Трава      | Роберт Ліндстедт | Джонатан Маррей Фредерік Нільсен      | 6–4, 4–6, 6–7(5–7), 7–6(7–5), 3–6 |
| Перемога  | 12–11 | Лип 2012 | Swedish Open, Швеція (3)                           | Серія 250        | Ґрунт      | Роберт Ліндстедт | Александер Пея Бруно Соарес           | 6–3, 7–6(7–5)                     |
| Перемога  | 13–11 | Сер 2012 | Мастерс Цинциннаті, США                            | Мастерс 1000     | Тверде     | Роберт Ліндстедт | Магеш Бгупаті Роган Бопанна           | 6–4, 6–4                          |
| Поразка   | 13–12 | Січ 2013 | Sydney International, Австралія                    | Серія 250        | Тверде     | Максим Мирний    | Боб Браян Майк Браян                  | 4–6, 4–6                          |
| Поразка   | 13–13 | Бер 2013 | Delray Beach Open, США                             | Серія 250        | Тверде     | Максим Мирний    | Джеймс Блейк Джек Сок                 | 4–6, 4–6                          |
| Перемога  | 14–13 | Кві 2013 | Відкритий чемпіонат Румунії, Румунія (2)           | Серія 250        | Ґрунт      | Максим Мирний    | Лукаш Длоуги Олівер Марах             | 4–6, 6–4, [10–6]                  |
| Перемога  | 15–13 | Чер 2013 | Rosmalen Grass Court Championships, Нідерланди (3) | Серія 250        | Трава      | Максим Мирний    | Андре Бегеманн Мартін Еммріх          | 6–3, 7–6(7–4)                     |
| Перемога  | 16–13 | Жов 2013 | КНР Open, КНР                                      | Серія 500        | Тверде     | Максим Мирний    | Фабіо Фоніні Андреас Сеппі            | 6–4, 6–2                          |
| Перемога  | 17–13 | Лют 2014 | Загреб Indoors, Хорватія (2)                       | Серія 250        | Тверде (i) | Жан-Жульєн Роєр  | Філіпп Маркс Міхал Мертиняк           | 3–6, 6–4, [10–2]                  |
| Поразка   | 17–14 | Лют 2014 | Відкритий чемпіонат Роттердама, Нідерланди (2)     | Серія 500        | Тверде (i) | Жан-Жульєн Роєр  | Мікаель Льодра Ніколя Маю             | 2–6, 6–7(7–4)                     |
| Перемога  | 18–14 | Кві 2014 | Гран-прі Хассана II, Марокко (3)                   | Серія 250        | Ґрунт      | Жан-Жульєн Роєр  | Томаш Беднарек Лукаш Длоуги           | 6–2, 6–2                          |
| Перемога  | 19–14 | Кві 2014 | Відкритий чемпіонат Румунії, Румунія (3)           | Серія 250        | Ґрунт      | Жан-Жульєн Роєр  | Маріуш Фирстенберг Марцин Матковський | 6–4, 6–4                          |
| Перемога  | 20–14 | Чер 2014 | Rosmalen Grass Court Championships, Нідерланди (4) | Серія 250        | Трава      | Жан-Жульєн Роєр  | Скотт Ліпскі Сантьяго Гонсалес        | 6–3, 7–6(7–3)                     |
| Перемога  | 21–14 | Сер 2014 | Відкритий чемпіонат Вашингтона, США                | Серія 500        | Тверде     | Жан-Жульєн Роєр  | Сем Грот Леандер Паес                 | 7–5, 6–4                          |
| Перемога  | 22–14 | Вер 2014 | Shenzhen Open, КНР                                 | Серія 250        | Тверде     | Жан-Жульєн Роєр  | Кріс Гуччоне Сем Грот                 | 6–4, 7–6(7–4)                     |
| Перемога  | 23–14 | Жов 2014 | КНР Open, КНР (2)                                  | Серія 500        | Тверде     | Жан-Жульєн Роєр  | Жульєн Беннето Вашек Поспішил         | 6–7(6–8), 7–5, [10–5]             |
| Перемога  | 24–14 | Жов 2014 | Valencia Open, Іспанія                             | Серія 500        | Тверде (i) | Жан-Жульєн Роєр  | Кевін Андерсон Жеремі Шарді           | 6–4, 6–2                          |
| Поразка   | 24–15 | Січ 2015 | Sydney International, Австралія (2)                | Серія 250        | Тверде     | Жан-Жульєн Роєр  | Роган Бопанна Деніел Нестор           | 4–6, 6–7(5–7)                     |
| Перемога  | 25–15 | Лют 2015 | Відкритий чемпіонат Роттердама, Нідерланди         | Серія 500        | Тверде (i) | Жан-Жульєн Роєр  | Джеймі Маррей Джон Пірс (тенісист)    | 3–6, 6–3, [10–8]                  |
| Поразка   | 25–16 | Тра 2015 | Open de Nice, Франція                              | Серія 250        | Ґрунт      | Жан-Жульєн Роєр  | Мате Павич Майкл Вінус                | 6–7(4–7), 6–2, [8–10]             |
| Перемога  | 26–16 | Лип 2015 | Wimbledon, Велика Британія                         | Великий Шлем     | Трава      | Жан-Жульєн Роєр  | Джеймі Маррі Джон Пірс (тенісист)     | 7–6(7–5), 6–4, 6–4                |
| Перемога  | 27–16 | Лис 2015 | Фінал ATP, Велика Британія                         | Фінали Туру      | Тверде (i) | Жан-Жульєн Роєр  | Роган Бопанна Флорін Мерджа           | 6–4, 6–3                          |
| Перемога  | 28–16 | Кві 2016 | Відкритий чемпіонат Румунії, Румунія (4)           | Серія 250        | Ґрунт      | Флорін Мерджа    | Кріс Гуччоне Андре Са                 | 7–5, 6–4                          |
| Перемога  | 29–16 | Тра 2016 | Madrid Open, Іспанія                               | Мастерс 1000     | Ґрунт      | Жан-Жульєн Роєр  | Роган Бопанна Флорін Мерджа           | 6–4, 6–3                          |
| Поразка   | 29–17 | Сер 2016 | Теніс на Олімпійських іграх, Бразилія              | Олімпійські ігри | Тверде     | Флорін Мерджа    | Марк Лопес Таррес Рафаель Надаль      | 2–6, 6–3, 4–6                     |
| Поразка   | 29–18 | Сер 2016 | Мастерс Цинциннаті, США                            | Мастерс 1000     | Тверде     | Жан-Жульєн Роєр  | Іван Додіг Марсело Мело               | 6–7(5–7), 7–6(7–5), [6–10]        |
| Перемога  | 30–18 | Бер 2017 | Dubai Tennis Championships, ОАЕ                    | Серія 500        | Тверде     | Жан-Жульєн Роєр  | Роган Бопанна Марцин Матковський      | 4–6, 6–3, [10–3]                  |
| Перемога  | 31–18 | Тра 2017 | Geneva Open, Швейцарія                             | Серія 250        | Ґрунт      | Жан-Жульєн Роєр  | Хуан Себастьян Кабаль Роберт Фара     | 2–6, 7–6(11–9), [10–6]            |
| Перемога  | 32–18 | Сер 2017 | Winston-Salem Open, США                            | Серія 250        | Тверде     | Жан-Жульєн Роєр  | Хуліо Перальта Орасіо Себальйос       | 6–3, 6–4                          |
| Перемога  | 33–18 | Вер 2017 | Відкритий чемпіонат США з тенісу, США              | Великий Шлем     | Тверде     | Жан-Жульєн Роєр  | Фелісіано Лопес Марк Лопес Таррес     | 6–4, 6–3                          |
| Перемога  | 34–18 | Бер 2018 | Dubai Tennis Championships, ОАЕ (2)                | Серія 500        | Тверде     | Жан-Жульєн Роєр  | Джеймс Серретані Леандер Паес         | 6–2, 7–6(7–2)                     |
| Перемога  | 35-18 | Сер 2018 | Відкритий чемпіонат Вінстон-Сейлема, США (2)       | Серія 250        | Тверде     | Жан-Жульєн Роєр  | Джеймс Серретані Леандер Паес         | 6–4, 6–2                          |
| Поразка   | 35–19 | Лис 2018 | Мастерс Париж, Франція                             | Мастерс 1000     | Тверде (i) | Жан-Жульєн Роєр  | Марсель Гранольєрс Ражів Рам          | 4–6, 4–6                          |
| Поразка   | 35–20 | Лют 2019 | Відкритий чемпіонат Роттердама, Нідерланди         | Серія 500        | Тверде (i) | Жан-Жульєн Роєр  | Жеремі Шарді Генрі Контінен           | 6–7(5–7), 6–7(4–7)                |
| Перемога  | 36–20 | Тра 2019 | Madrid Open, Іспанія                               | Мастерс 1000     | Ґрунт      | Жан-Жульєн Роєр  | Дієго Шварцман Домінік Тім            | 6–2, 6–3                          |
| Поразка   | 36–21 | Сер 2019 | Відкритий чемпіонат Вашингтона, США                | Серія 500        | Тверде     | Жан-Жульєн Роєр  | Равен Класен Майкл Вінус              | 6–3, 3–6, [2–10]                  |
| Перемога  | 37–21 | Жов 2019 | Swiss Indoors, Швейцарія                           | Серія 500        | Тверде (i) | Жан-Жульєн Роєр  | Тейлор Фріц Рейллі Опелка             | 7–5, 6–3                          |
| Поразка   | 37–22 | Бер 2021 | Відкритий чемпіонат Роттердама, Нідерланди         | Серія 500        | Тверде (i) | Кевін Кравіц     | Нікола Мектич Мате Павич              | 6–7(7–9), 2–6                     |
| Поразка   | 37–23 | Кві 2021 | Barcelona Open, Іспанія                            | Серія 500        | Ґрунт      | Кевін Кравєц     | Хуан Себастьян Кабаль Роберт Фара     | 4–6, 2–6                          |
| Перемога  | 38–23 | Чер 2021 | Halle Open, Німеччина                              | Серія 500        | Трава      | Кевін Кравєц     | Фелікс Оже-Аліассім Губерт Гуркач     | 7–6(7–4), 6–4                     |
| Поразка   | 38–24 | Лип 2021 | Hamburg European Open, Німеччина                   | Серія 500        | Ґрунт      | Кевін Кравєц     | Тім Пюц Майкл Вінус                   | 3–6, 7–6(7–3), [8–10]             |

## Досягнення
| W | Ф | ПФ | ЧФ | #Р | КТ | К# | P# | DNQ | A | Z# | PO | G | S | B | NMS | NTI | P | NH |

### Парний розряд
| Турнір                                 | 2007              | 2008              | 2009              | 2010              | 2011         | 2012 | 2013         | 2014         | 2015         | 2016 | 2017         | 2018         | 2019         | 2020         | 2021 | !SR        | В-П        |
| -------------------------------------- | ----------------- | ----------------- | ----------------- | ----------------- | ------------ | ---- | ------------ | ------------ | ------------ | ---- | ------------ | ------------ | ------------ | ------------ | ---- | ---------- | ---------- |
| Турніри Великого шлему                 |                   |                   |                   |                   |              |      |              |              |              |      |              |              |              |              |      |            |            |
| Відкритий чемпіонат Австралії з тенісу |                   |                   | 3р                | 2р                | 1р           | ПФ   | 2р           | 2р           | ПФ           | ЧФ   | 3р           | 2р           | 1р           | 2р           | 3р   | 0 / 13     | 22–13      |
| Відкритий чемпіонат Франції з тенісу   |                   | 2р                | 2р                | 1р                | ЧФ           | 2р   | 2р           | 3р           | ПФ           | 2р   | 3р           |              | ЧФ           | 3р           | ЧФ   | 0 / 13     | 24–13      |
| Вімблдонський турнір                   |                   | К1р               | 3р                | Ф                 | Ф            | Ф    | 3р           | 3р           | П            | 1р   | 1р           |              | ЧФ           | NH           | 2р   | 1 / 11     | 31–10      |
| Відкритий чемпіонат США з тенісу       |                   | 2р                | 2р                | 3р                | ЧФ           | 3р   | 1р           | 3р           | ЧФ           | 3р   | 2017         | 2р           | 1р           | ПФ           | ЧФ   | 1 / 14     | 28–13      |
| В-П                                    | 0–0               | 2–2               | 6–4               | 8–4               | 11–4         | 12–4 | 4–4          | 7–4          | 16–3         | 6–4  | 10–3         | 2–2          | 6–4          | 6–3          | 9–4  | 2 / 51     | 105–49     |
| Чемпіонати закінчення сезону           |                   |                   |                   |                   |              |      |              |              |              |      |              |              |              |              |      |            |            |
| Фінал ATP                              | Не кваліфікувався | Не кваліфікувався | Не кваліфікувався | Не кваліфікувався | RR           | RR   | DNQ          | RR           | П            | DNQ  | RR           | DNQ          | RR           | DNQ          | RR   | 1 / 7      | 9–14       |
| Виступи за країну                      |                   |                   |                   |                   |              |      |              |              |              |      |              |              |              |              |      |            |            |
| Теніс на Олімпійських іграх            | NH                |                   | Не проводили      | Не проводили      | Не проводили | 1р   | Не проводили | Не проводили | Не проводили | Ф–S  | Не проводили | Не проводили | Не проводили | Не проводили |      | 0 / 2      | 4–2        |
| Тур ATP Мастерс 1000                   |                   |                   |                   |                   |              |      |              |              |              |      |              |              |              |              |      |            |            |
| Indian Wells Open                      |                   |                   |                   |                   | 1р           | 2р   |              | 1р           | 1р           | 1р   | ЧФ           | 2р           | ЧФ           | NH           | ЧФ   | 0 / 9      | 8–9        |
| Відкритий чемпіонат Маямі з тенісу     | 1р                |                   |                   | 1р                | ЧФ           | 1р   |              | 1р           | ЧФ           | 1р   | 2р           | 2р           | 1р           | NH           | ЧФ   | 0 / 11     | 8–11       |
| Мастерс Монте-Карло                    |                   |                   |                   |                   | 2р           | 2р   | ЧФ           | 1р           | 2р           | 2р   | 2р           |              | 1р           | NH           | 1р   | 0 / 9      | 1–9        |
| Мастерс Мадрид1                        |                   |                   |                   | 2р                | 1р           | Ф    | ЧФ           | 2р           | 2р           | П    | 1р           |              | П            | NH           | 2р   | 2 / 10     | 15–8       |
| Мастерс Рим                            |                   |                   |                   |                   | ЧФ           | ПФ   | ПФ           | 1р           | ЧФ           | 2р   | 1р           |              | 1р           | 1р           | ЧФ   | 0 / 10     | 9–10       |
| Мастерс Канада                         |                   |                   |                   | 2р                | 2р           | ПФ   | 2р           | ЧФ           | ЧФ           | ПФ   | 2р           | ЧФ           | 2р           | NH           | ПФ   | 0 / 11     | 13–11      |
| Мастерс Цинциннаті                     |                   |                   |                   | 1р                | 2р           | П    | 2р           | ЧФ           | ЧФ           | Ф    | ЧФ           | ПФ           | 1р           | ЧФ           | 2р   | 1 / 12     | 18–11      |
| Мастерс Шанхай2                        |                   |                   |                   | 2р                | ЧФ           | 2р   | 1р           | 2р           | 2р           |      | ПФ           | 2р           | 2р           | NH           | NH   | 0 / 9      | 6–9        |
| Мастерс Париж                          |                   |                   |                   | 1р                | 2р           | 2р   | ПФ           | ПФ           | ЧФ           | 2р   | ПФ           | Ф            | 1р           |              | 2р   | 0 / 11     | 12–11      |
| В-П                                    | 0–1               | 0–0               | 0–0               | 3–6               | 5–9          | 12–8 | 8–7          | 7–9          | 6–9          | 9–7  | 10–9         | 10–6         | 8–8          | 2–2          | 10–8 | 3 / 93     | 90–89      |
| Рейтинг на кінець року                 | 175               | 87                | 46                | 19                | 12           | 9    | 23           | 16           | 2            | 19   | 8            | 27           | 19           | 22           | 17   | $5,882,695 | $5,882,695 |

1 До 2008 року проводили як Hamburg Masters (відкритий ґрунтовий корт), від 2009 року дотепер - як Мастерс Мадрид (відкритий ґрунтовий корт) 2009.

2 До 2001 року проводили як Stuttgart Masters (закритий корт, тверде покриття), від 2002 до 2008 року - як Мастерс Мадрид, від 2009 року дотепер - яка Shanghai Masters (відкритий корт, тверде покриття).

### Мікст
| Турніри Великого шлему                 |     |     |     |     |     |     |     |     |     |     |     |     |        |       |     |
| Відкритий чемпіонат Австралії з тенісу |     | ПФ  | П   | 1р  | Ф   | 1р  | Ф   | 2р  |     | 1р  |     |     | 1 / 8  | 17–7  | 71% |
| Відкритий чемпіонат Франції з тенісу   | 1р  | 2р  | 2р  | 2р  | 2р  | ПФ  | 1р  |     |     |     | NH  |     | 0 / 7  | 7–7   | 50% |
| Вімблдонський турнір                   | 2р  |     | 1р  | ЧФ  | 2р  | ЧФ  | 2р  |     |     |     | NH  |     | 0 / 6  | 6–6   | 50% |
| Відкритий чемпіонат США з тенісу       | 1р  | 1р  | 1р  | 1р  | 1р  | ЧФ  |     | ПФ  |     |     | NH  |     | 0 / 7  | 5–7   | 42% |
| В-П                                    | 1–3 | 4–3 | 6–3 | 3–4 | 6–4 | 7–4 | 4–3 | 4–2 | 0–0 | 0–1 | 0–0 | 0–0 | 1 / 28 | 35–27 | 56% |

## Фінали ATP Челленджер і ITF Ф'ючерс

### Одиночний розряд: 6 (5–1)
| Легенда                  |
| ------------------------ |
| Тур ATP Челленджер (0–0) |
| Тур ITF Ф'ючерс (5–1)    |

| Фінали за покриттям |
| ------------------- |
| Тверде (4–1)        |
| Ґрунт (0–0)         |
| Трава (1–0)         |
| Килим (0–0)         |

| Результат | В-П | Дата     | Турнір                           | Рівень  | Покриття | Суперник         | Рахунок              |
| --------- | --- | -------- | -------------------------------- | ------- | -------- | ---------------- | -------------------- |
| Перемога  | 1–0 | Тра 2004 | Саудівська Аравія F1, Ер-Ріяд    | Ф'ючерс | Тверде   | Торстен Попп     | 6–4, 2–6, 6–3        |
| Перемога  | 2–0 | Жов 2004 | США F27, Лагуна-Біч (Каліфорнія) | Ф'ючерс | Тверде   | Вейн Одеснік     | 6–3, 6–2             |
| Перемога  | 3–0 | Лис 2004 | США F31, Гаваї                   | Ф'ючерс | Тверде   | Вейн Одеснік     | 6–4, 6–4             |
| Перемога  | 4–0 | Січ 2005 | США F3, Кі-Біскейн               | Ф'ючерс | Тверде   | Анрі Аджей-Дарко | 6–3, 6–7(13–15), 6–3 |
| Перемога  | 5–0 | Лис 2005 | Австралія F11, Barmera           | Ф'ючерс | Трава    | Люк Буржуа       | 3–6, 6–2, 7–5        |
| Поразка   | 5–1 | Лют 2007 | США F4, Браунсвілл               | Ф'ючерс | Тверде   | Веслі Вайтгаус   | 3–6, 6–2, 5–7        |

### Парний розряд: 38 (20–18)
| Легенда                   |
| ------------------------- |
| Тур ATP Челленджер (8–11) |
| Тур ITF Ф'ючерс (12–7)    |

| Фінали за покриттям |
| ------------------- |
| Тверде (8–10)       |
| Ґрунт (11–6)        |
| Трава (0–1)         |
| Килим (1–1)         |

| Результат | В-П   | Дата     | Турнір                     | Рівень     | Покриття | Партнер                  | Суперники                                      | Рахунок                   |
| --------- | ----- | -------- | -------------------------- | ---------- | -------- | ------------------------ | ---------------------------------------------- | ------------------------- |
| Поразка   | 0–1   | Лют 2003 | Хорватія F2, Загреб        | Ф'ючерс    | Тверде   | Флорін Мерджа            | Іван Цинкус Андрей Крачман                     | 7–5, 6–7(8–10), 1–6       |
| Перемога  | 1–1   | Кві 2003 | Греція F2, Каламата        | Ф'ючерс    | Тверде   | Флорін Мерджа            | Константінос Ікономідіс Нікос Ровас            | 6–4, 1–6, 6–3             |
| Перемога  | 2–1   | Тра 2003 | Кувейт F2, Ель-Кувейт      | Ф'ючерс    | Тверде   | Флорін Мерджа            | Іво Клець Йозеф Нештіцький                     | 6–4, 7–6(8–6)             |
| Перемога  | 3–1   | Тра 2003 | Кувейт F3, Ель-Кувейт      | Ф'ючерс    | Тверде   | Флорін Мерджа            | Мусаад Аль Джаззаф Омар Алавадхі               | 6–2, 7–5                  |
| Поразка   | 3–2   | Лип 2003 | Румунія F4, Крайова        | Ф'ючерс    | Ґрунт    | Флорін Мерджа            | Адр'ян Барбу Кетелін-Йонуц Гард                | 3-0 ret.                  |
| Перемога  | 4–2   | Кві 2004 | Греція F2, Сірос           | Ф'ючерс    | Тверде   | Флорін Мерджа            | Роман Міхалик Павел Шнобел                     | 7–5, 3–6, 6–3             |
| Перемога  | 5–2   | Кві 2004 | Катар F1, Доха             | Ф'ючерс    | Тверде   | Флорін Мерджа            | Франк Мозер Бернард Парун                      | 6–1, 6-2                  |
| Поразка   | 5–3   | Тра 2004 | Ліван F1, Джунія           | Ф'ючерс    | Ґрунт    | Флорін Мерджа            | Мустафа Гусе Харш Манкад                       | 3–6, 7–5, 6–7)1–7)        |
| Перемога  | 6–3   | Тра 2004 | Ліван F2, Джунія           | Ф'ючерс    | Ґрунт    | Флорін Мерджа            | Іван Церович Александрос Якуповіч              | 0–6, 6–3, 6–1             |
| Перемога  | 7–3   | Чер 2004 | Румунія F6, Констанца      | Ф'ючерс    | Ґрунт    | Флорін Мерджа            | Девід Луке-Веласко Альберто Соріано-Мальдонадо | 6–1, 7–6(7–5)             |
| Перемога  | 8–3   | Лип 2004 | Румунія F9, Балш           | Ф'ючерс    | Ґрунт    | Флорін Мерджа            | Хуан-Мартін Арангурен Домінік Коен             | 6–0, 4–6, 6–2             |
| Поразка   | 8–4   | Лип 2004 | Румунія F11, Бухарест      | Ф'ючерс    | Ґрунт    | Флорін Мерджа            | Адр'ян Кручат Адріан-Васіле Гавріле            | 6–0, 4–6, 4–6             |
| Перемога  | 9–4   | Сер 2004 | Тімішоара, Румунія         | Челленджер | Ґрунт    | Флорін Мерджа            | Мар'юс Калугеру Чипр'ян Петре Порумб           | 6–3, 6–3                  |
| Перемога  | 10–4  | Лис 2004 | США F32, Гонолулу          | Ф'ючерс    | Тверде   | Алекс Кузнєцов           | Зак Флейшман Вейн Одеснік                      | без гри                   |
| Поразка   | 10–5  | Лис 2005 | Австралія F10, Беррі       | Ф'ючерс    | Трава    | Роган Бопанна            | Карстен Болл Ендрю Коело                       | 7–5, 3–6, [5–10]          |
| Перемога  | 11–5  | Січ 2006 | США F1, Тампа              | Ф'ючерс    | Тверде   | Алекс Кузнєцов           | Алекс Клейтон Доналд Янг                       | 7–6(11–9), 6-3            |
| Поразка   | 11–6  | Чер 2006 | Юба-Сіті (Каліфорнія), США | Челленджер | Тверде   | Ніколас Монро            | Скотт Ліпскі Девід Мартін                      | 0–6, 4–6                  |
| Поразка   | 11–7  | Лип 2006 | Констанца Румунія          | Челленджер | Ґрунт    | Флорін Мерджа            | Константінос Ікономідіс Жан-Жульєн Роєр        | 6–7(1–7), 1–6             |
| Поразка   | 11–8  | Сер 2006 | Манта, Еквадор             | Челленджер | Тверде   | Ніколас Монро            | Ерік Нуньєз Жан-Жульєн Роєр                    | 3–6, 2–6                  |
| Поразка   | 11–9  | Лис 2006 | Пуебла (штат), Мексика     | Челленджер | Тверде   | Бруно Ечагарай           | Даніель Гарса Жан-Жульєн Роєр                  | 7–6(8–6), 3–6, [7–10]     |
| Поразка   | 11–10 | Лют 2007 | США F4, Браунсвілл         | Ф'ючерс    | Тверде   | Олександр Кудрявцев      | Ніколас Монро Ізак ван дер Мерве               | 5–7, 6–7(5–7)             |
| Поразка   | 11–11 | Бер 2007 | США F5, Гарлінген          | Ф'ючерс    | Тверде   | Ніколас Монро            | Веслі Вайтгаус Ізак ван дер Мерве              | 3–6, 1–6                  |
| Перемога  | 12–11 | Чер 2007 | Румунія F5, Бакеу          | Ф'ючерс    | Ґрунт    | Флорін Мерджа            | Cosmin Cotet Богдан-Віктор Леонте              | 6–7(5–7), 7–6(14–12), 6–2 |
| Поразка   | 12–12 | Лип 2007 | Констанца, Румунія         | Челленджер | Ґрунт    | Габр'єл Морару           | Марк Форнель Местрес Габрієль Трухільйо Солер  | 4–6, 4–6                  |
| Перемога  | 13–12 | Лип 2007 | Румунія F11, Бухарест      | Ф'ючерс    | Ґрунт    | Петру-Александру Лунчяну | Laurentiu-Antoniu Erlic Богдан-Віктор Леонте   | 6-4, 6-2                  |
| Поразка   | 13–13 | Сер 2007 | Карші, Узбекистан          | Челленджер | Тверде   | Іван Додіг               | Ендрю Коело Адам Фіні                          | 3–6, 6–3, [7–10]          |
| Перемога  | 14–13 | Вер 2007 | Брашов, Румунія            | Челленджер | Ґрунт    | Флорін Мерджа            | Марчел-Йоан Мірон Адр'ян Кручат                | 5–7, 6–3, [10–8]          |
| Поразка   | 14–14 | Вер 2007 | Бухарест, Румунія          | Челленджер | Ґрунт    | Флорін Мерджа            | Марсель Гранольєрс Сантьяго Вентура Бертомеу   | 2–6, 1–6                  |
| Поразка   | 14–15 | Лют 2008 | Безансон, Франція          | Челленджер | Тверде   | Їв Аллегро               | Філіпп Пецшнер Александер Пея                  | 2–6, 1–6                  |
| Перемога  | 15–15 | Бер 2008 | Шербур, Франція            | Челленджер | Тверде   | Флорін Мерджа            | Жан-Клод Шеррер Марсіу Торріс                  | 7–5, 7–5                  |
| Поразка   | 15–16 | Кві 2009 | Кремона, Італія            | Челленджер | Тверде   | Флорін Мерджа            | Едуардо Шванк Душан Вемич                      | 3–6, 2–6                  |
| Перемога  | 16–16 | Чер 2008 | Мілан, Італія              | Челленджер | Ґрунт    | Їв Аллегро               | Хуан-Мартін Арангурен Марк Форнель Местрес     | 6–4, 6–4                  |
| Перемога  | 17–16 | Чер 2008 | Констанца, Румунія         | Челленджер | Ґрунт    | Флорін Мерджа            | Жуліо Сілва Сімоне Ваньйоцці                   | 6–4, 6–2                  |
| Перемога  | 18–16 | Лип 2008 | Сан-Марино, Сан-Марино     | Челленджер | Ґрунт    | Їв Аллегро               | Фабіо Коланджело Філіпп Маркс                  | 7–5, 7–5                  |
| Поразка   | 18–17 | Жов 2008 | Монс, Bekgium              | Челленджер | Тверде   | Їв Аллегро               | Міхал Мертиняк Ловро Зовко                     | 5–7, 3–6                  |
| Поразка   | 18–18 | Жов 2008 | Ренн, Франція              | Челленджер | Килим    | Їв Аллегро               | Джеймс Окленд Дік Норман                       | 3–6, 4–6                  |
| Перемога  | 19–18 | Лис 2008 | Еккенталь, Німеччина       | Челленджер | Килим    | Їв Аллегро               | Джеймс Окленд Марсіу Торріс                    | 6–3, 3–6, [10–7]          |
| Перемога  | 20–18 | Бер 2010 | Марракеш, Марокко          | Челленджер | Ґрунт    | Ілія Бозоляц             | Джеймс Серретані Аділ Шамасдін                 | 6–1, 6-1                  |

## Юніорські фінали турнірів Великого шолома

### Юнаки, парний розряд: 4 (2–2)
| Результат | Рік  | Турнір                                 | Покриття | Партнер       | Суперники                    | Рахунок       |
| --------- | ---- | -------------------------------------- | -------- | ------------- | ---------------------------- | ------------- |
| Поразка   | 2002 | Відкритий чемпіонат Австралії з тенісу | Тверде   | Флорін Мерджа | Раян Генрі Тодд Рід          | без гри       |
| Перемога  | 2002 | Вімблдонський турнір                   | Трава    | Флорін Мерджа | Браян Бейкер Ражів Рам       | 6–4, 4–6, 6–4 |
| Поразка   | 2003 | Відкритий чемпіонат Австралії з тенісу | Тверде   | Флорін Мерджа | Скотт Удсема Філліп Сіммондс | 4–6, 4–6      |
| Перемога  | 2003 | Вімблдонський турнір                   | Трава    | Флорін Мерджа | Кріс Гуччоне Адам Фіні       | 7–6(7–4), 7–5 |